# M-1 (1970)
M-1 – polska motorówka reprezentacyjna Marynarki Wojennej, w służbie od 1970 do 2015. 

## Historia
Motorówka M-1 została zaprojektowana i zbudowana w Polsce, w Stoczni Marynarki Wojennej w Gdyni, w celu pełnienia zadań jednostki reprezentacyjnej Dowódcy Marynarki Wojennej. Klasyfikowana była jako motorówka, aczkolwiek odpowiada cywilnym jachtom motorowym. Wyposażona była w wysokim standardzie; służyła do zadań w czasie wizyt zagranicznych delegacji i innych uroczystości.
Kształt kadłuba zapewniał motorówce dobre własności morskie i stał się następnie bazą do opracowania kutrów patrolowych i przeciwpodwodnych projektu 918. Załoga składała się z 7 marynarzy, a motorówka mogła zabierać 30 pasażerów.
Napęd stanowiły trzy czterosuwowe silniki wysokoprężne M50F5 w układzie V12 o mocy nominalnej 1000 KM (735 kw) i maksymalnej 1200 KM (883 kW). Silniki napędzały trzy stałe śruby napędowe i pozwalały na osiągnięcie maksymalnej prędkości 27,6 węzłów.
Jednostka należała do 45 Dywizjonu Pomocniczych Jednostek Pływających Komendy Portu Wojennego w Gdyni 3 Flotylli Okrętów. Przez 45 lat służby przebyła 30 660 Mm. W latach 2001, 2002 i 2003 zdobywała tytuł najlepszego okrętu Marynarki Wojennej w grupie okrętów pomocniczych i specjalnych o wyporności do 200 ton.
Motorówka M-1 została wycofana ze służby 10 kwietnia 2015 z uwagi na wiek i w związku z uprzednią likwidacją Dowództwa Marynarki Wojennej. W lutym 2019 została złomowana.